# Greenair
Greenair war eine türkische Charterfluggesellschaft. Im Jahr 1994 wurde das Unternehmen zur Active Air umfirmiert. Die Einstellung des Flugbetriebs erfolgte im Jahr 1996.

## Geschichte
Greenair wurde 1990 als ein Joint Venture von türkischen Investoren und der staatlichen russischen Fluglinie Aeroflot gegründet. Hauptanteilseigner waren der türkische Geschäftsmann Ali Şen, der auch als Präsident des Fußballvereins Fenerbahçe Istanbul tätig war und die Leitung der Greenair übernahm, sowie die auf dem Flughafen Moskau-Wnukowo ansässige Unternehmensabteilung der Aeroflot, die 49 Prozent der Anteile hielt.  
Die Betriebsaufnahme erfolgte am 19. April 1990 mit einem Charterflug von Istanbul nach Nürnberg. Anfänglich setzte die Gesellschaft drei Maschinen des Typs Tupolew Tu-154 ein, die von der Aeroflot übernommen worden waren. Zwei Flugzeuge des Typs Tupolew Tu-134 ergänzten ab Oktober 1990 die Flotte. Für die Dauer der Sommersaison 1991 wurde zusätzlich ein Großraumflugzeug des Typs Iljuschin Il-86 gemietet.
Greenair führte überwiegend von Ankara, Antalya und Izmir ausgehende Charterflüge nach Großbritannien und Deutschland durch. In den ersten zwei Jahren ihres Bestehens beförderte die Gesellschaft 576.412 Passagiere. Als Folge der Umstrukturierungen im russischen Luftfahrtsbereich trat die Aeroflot ihre Beteiligungen im Jahr 1993 an die Vnukovo Airlines ab. Am 1. April 1994 wurde das Unternehmen zur Active Air umfirmiert. Nach dem Absturz des Birgenair-Flugs 301 setzte eine Sicherheitsdiskussion in den Medien ein, wodurch die ohnehin geringe Akzeptanz gegenüber den eingesetzten russischen Maschinen weiter sank. Aufgrund der zu niedrigen Auslastung der Flugzeuge stellte die Gesellschaft ihren Flugbetrieb im Jahr 1996 ein.

## Flotte

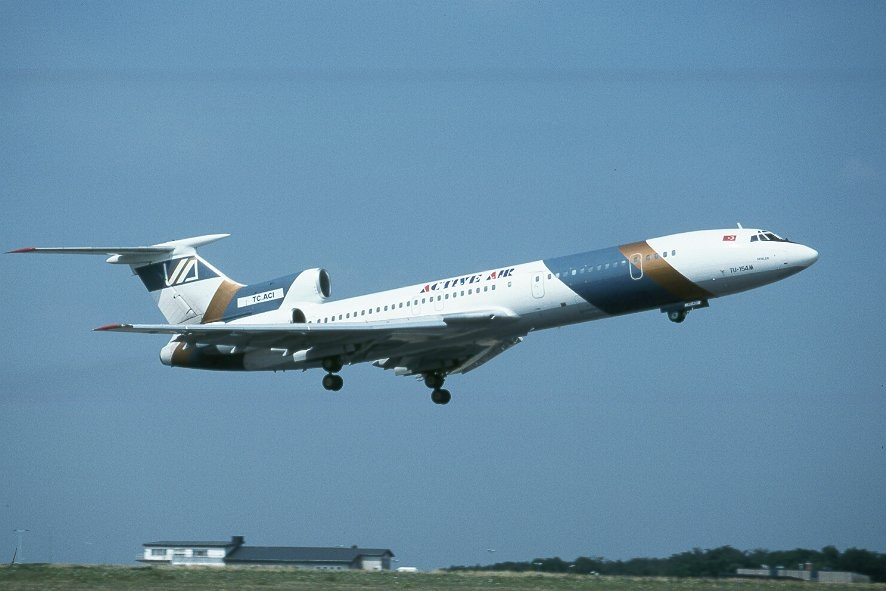
Eine Tupolew Tu-154 der Active Air im Jahr 1995.

### Flotte bei Betriebseinstellung
Zum Zeitpunkt der Betriebseinstellung bestand die Flotte der Active Air aus drei Tupolew Tu-154.

### Zuvor eingesetzte Flugzeuge
- Iljuschin Il-86
- Tupolew Tu-134A-3